# Bernard Depierre
Bernard Depierre, né le 6 juin 1945 à Bourbon-Lancy (Saône-et-Loire), est un homme politique français.

## Député
Il a été élu député le 16 juin 2002, pour la XIIe législature (2002-2007), dans la 1re circonscription de la Côte-d'Or. Il est réélu en 2007 avec plus de 55 % des suffrages. Il perd son siège face à Laurent Grandguillaume le 17 juin 2012.
- Il est membre du groupe UMP de l'Assemblée nationale et élu par ses pairs au bureau du Groupe UMP à l'Assemblée nationale.

- Bernard Depierre a déposé une proposition de loi visant à renforcer l'apprentissage des gestes de premiers secours ainsi qu'un texte tendant à instaurer un service minimum à La Poste les jours de grève.

- Spécialiste du sport, il a été nommé à cinq reprises rapporteur ou porte-parole de projets de loi portant sur cette thématique dont le dernier date du 30 avril 2008 (loi contre le trafic de produits dopants), et, est l'instigateur des Journées Parlementaires sur le Sport. En 2010 il est nommé par la Commission des Affaires culturelles et de l'éducation à l'Assemblée nationale Président-Rapporteur d'une mission sur les Grandes infrastructures sportives. Il a déposé en 2010 une proposition de loi avec son collègue Richard Mallié et l’appui de plus de cent députés, pour lutter contre les violences dans les stades ; Ce texte vise à allonger la durée d’interdiction de stade de 6 à 24 mois, ou 36 mois en cas de récidive et à associer les fédérations, les clubs et les supporters à ce combat en leur communiquant les noms des interdits de stade pour qu’aucun billet ne leur soit délivré.

- Il a voté en 2007 le projet de loi constitutionnelle relatif à l'interdiction de la peine de mort[1]. Ceci après avoir cosigné en 2004 un projet de loi visant à rétablir la peine de mort pour actes de terrorisme (proposition de loi du 8 avril 2004 no 1521).

- Il est le signataire d'une lettre datée du 30 août 2011, aux côtés de 80 autres députés, demandant au ministre de l'Éducation nationale de retirer des manuels scolaires la théorie du genre[2].

- Il est battu le 17 juin 2012 aux élections législatives par Laurent Grandguillaume.

## Mandats
- 21/03/1977 - 13/03/1983 : membre du conseil municipal de Dijon (Côte-d'Or)
- 14/03/1983 - 19/03/1989 : adjoint au maire de Dijon (Côte-d'Or)
- 20/03/1989 - 18/06/1995 : adjoint au maire de Dijon (Côte-d'Or)
- 27/03/1994 - 16/03/2008 : membre du conseil général de la Côte-d'Or
- 19/06/1995 - 18/03/2001 : adjoint au maire de Dijon (Côte-d'Or)
- 19/03/2001 - 13/07/2002 : membre du conseil municipal de Dijon (Côte-d'Or)
- 16/06/2002 - 17/06/2012: député de la première circonscription de (Côte-d'Or)
- Député de la (Côte-d'Or)
- Président du Groupe d'études sur le sport à l'Assemblée nationale

### Domaine diplomatique
- Il est membre du groupe d'études sur le problème du Tibet de l'Assemblée nationale[3].
- Il est par ailleurs président du Groupe d'Amitié France-Singapour de l'Assemblée nationale.

### Polémique
Bernard Depierre a installé sa permanence parlementaire dans un cinq-pièces acheté au cœur de Dijon. « Je ne trouvais rien à louer », plaide-t-il. Sa technique a consisté à faire passer sur le compte de l'indemnité représentative de frais de mandat (IRFM) le crédit lié à l'achat du logement. Une fois le crédit remboursé, le logement en question financé par cette indemnité servant théoriquement à couvrir les dépenses associées à l'exercice du mandat, n'appartiendra pas à la République, mais à l'élu.

### Divers
- Sur le plan local, il a été adjoint chargé de la politique de la ville, de la jeunesse et des sports de la ville de Dijon, et, a assuré la présidence de la Commission éducation, affaires culturelles et touristiques, sports et jeunesse du Conseil général de Côte d'Or.
- Il a également fondé le CFA du Sport à Dijon avec les annexes de Gueugnon, Chalon, Cuiseaux-Louhans, JDA Dijon.
- Bernard Depierre a exercé les fonctions de DRH au sein de grands groupes pharmaceutiques et, dans sa fonction de législateur, s'implique tout particulièrement sur les sujets ayant trait à l'emploi, au monde de l'entreprise et à la santé.
- Ancien dirigeant de la JDA Dijon et de la Ligue nationale de basket-ball, il est président de la ligue de Bourgogne de basket-ball.
- En 2006, il crée la polémique sur le jeu vidéo Rule of Rose en disant: « le but de ce jeu est de violer, battre et tuer une jeune fille. C’est un appel à la violence, à la mort, au viol. », ce qui est totalement faux[5].
- En décembre 2008, il est candidat à la présidence de la Fédération française de basket-ball. Il retire sa candidature après le premier tour de scrutin[6].
- À la suite de sa défaite aux dernières élections législatives de 2012, ayant réalisé deux mandats de députés, Bernard Depierre sera prochainement avocat au barreau de Dijon spécialisé dans le droit social à temps partiel.
- Bernard Depierre signe son retour en politique à l’occasion des élections départementales de 2021 sur le Canton de Talant. Âgé de 75 ans, il se déclare candidat sans étiquette, son parti (LR) lui ayant refusé l’investiture. Il est éliminé dès le premier tour du scrutin.